# Meierhof (Kloster Rottenbuch)

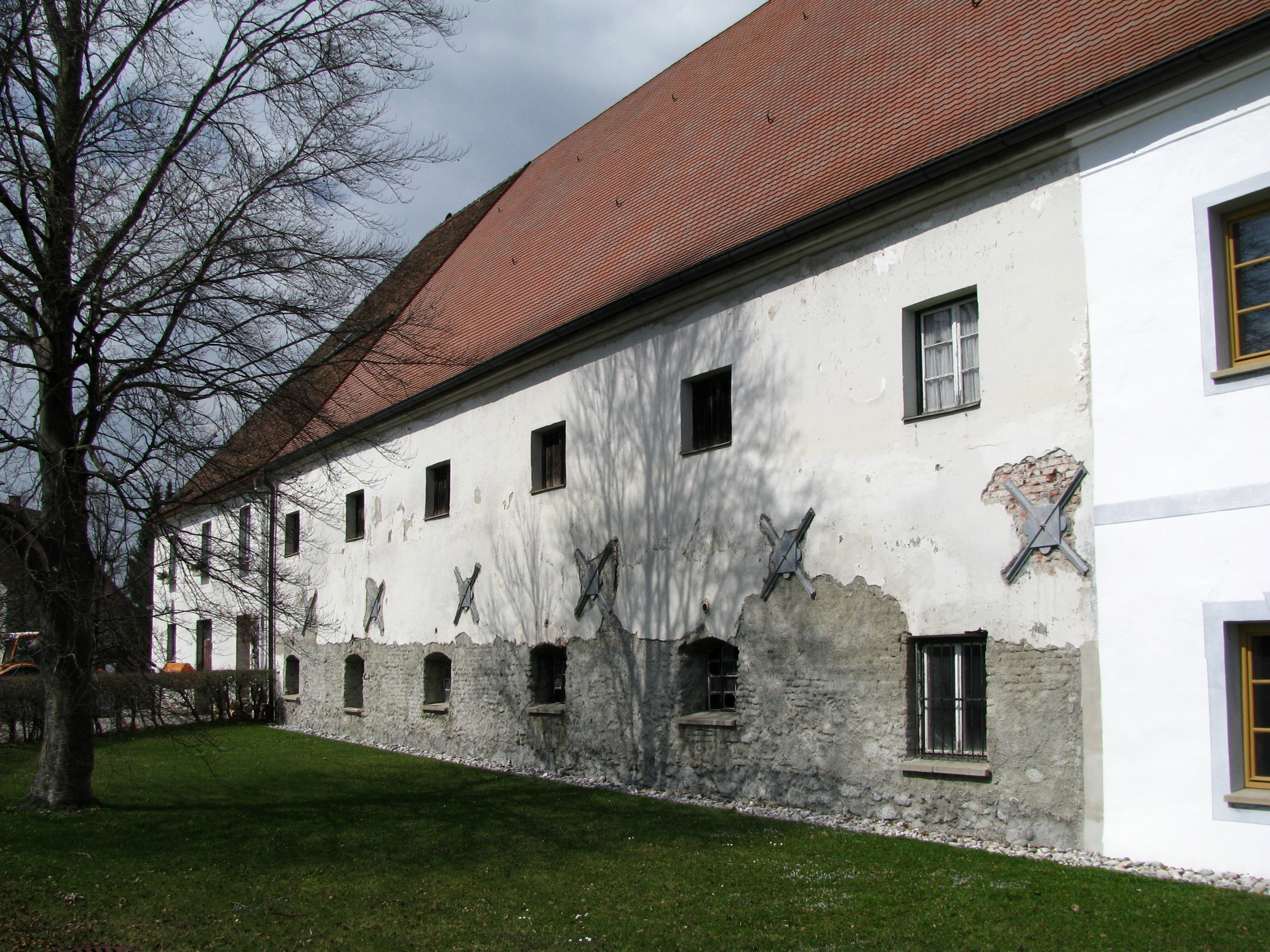
Meierhof in Rottenbuch

Der Meierhof in Rottenbuch, einer Gemeinde im oberbayerischen Landkreis Weilheim-Schongau, wurde um 1455 errichtet. Der ehemalige Meierhof des Klosters Rottenbuch mit der Adresse Fohlenhof 2–6 ist ein geschütztes Baudenkmal.   

## Beschreibung
Die mächtige Vierflügelanlage mit zwei Innenhöfen besitzt an der Südostecke eine alte Straßendurchfahrt. Der Ostteil des Südflügels ist mit der Jahreszahl 1455 bezeichnet. Der restliche Bau wurde um 1758 und 1790 errichtet. 
An der Südostecke steht ein spätmittelalterliches Steinkreuz. 